# Jules De Pauw
Julius (Jules) De Pauw (Wetteren, 5 maart 1896 - Gent, 28 januari 1971) was een Belgisch politicus voor de BWP en diens opvolger BSP.

## Levensloop
De Pauw was bediende binnen de BWP.
In 1926 werd hij verkozen tot gemeenteraadslid van Wetteren en bleef dit tot in 1964. Hij was tevens in 1921 verkozen tot provincieraadslid voor Oost-Vlaanderen, tot in 1936.
In 1939 werd hij verkozen tot socialistisch Kamerlid voor het kiesarrondissement Dendermonde, een mandaat dat hij vervulde tot in 1965.
Tevens was De Pauw voorzitter van de Bond Moyson Dendermonde. Hij was de schoonvader van senator Jaak De Graeve.